# Culmacris orientalis
Culmacris orientalis är en insektsart som beskrevs av Kenneth Hedley Lewis Key 1976. Culmacris orientalis ingår i släktet Culmacris och familjen Morabidae. Inga underarter finns listade i Catalogue of Life.